# 14. listopad
14. listopad je 318. den roku podle gregoriánského kalendáře (319. v přestupném roce). Do konce roku zbývá 47 dní.

## Události

### Česko
- 1777 – V důsledku náboženských nepokojů, které vypukly na Valašsku, zde byla povolena soukromá evangelická bohoslužba.
- 1882 – V Brně otevřeli nové divadlo Na Hradbách – první plně elektricky osvětlené divadlo na evropském kontinentě.
- 1918
  - V Praze proběhla první schůze Revolučního národního shromáždění, kde byla vyhlášena republikánská forma státu, z trůnu sesazena Habsbursko-Lotrinská dynastie, Tomáš Garrigue Masaryk zvolen prvním československým prezidentem a ustavena první vláda s předsedou Karlem Kramářem. O tomto jmenování se dozvěděl Masaryk telegramem v Americe.
  - Dnes oddělila se obec Brandov v Rudohoří, dnes Krušnohoří v Čechách od okresu mosteckého a utvořila samostatnou republiku s vlastní dělnickou a vojenskou radou.
- 1944 – V okupované Praze byl s podporou říšského vůdce SS Heinricha Himmlera ustanoven Komitét pro osvobození národů Ruska (KONR) a Ruská osvobozenecká armáda (ROA), jejíž základ tvořili sovětští váleční zajatci, bývalí příslušníci 29. granátnické divize SS (1. ruské) a bývalí příslušníci 30. granátnické divize SS (2. ruské),
- 1947 – V Brně začal XXI. sjezd sociálně demokratické strany. V jeho průběhu zvítězilo protikomunistické křídlo, které odmítalo dosavadní závislost strany na KSČ. Novým předsedou místo Zdeňka Fierlingera byl zvolen Bohumil Laušman.
- 1960 – Železniční nehoda u Stéblové, dosud nejtragičtější nehoda v dějinách české (československé, resp. ČSSR) železniční dopravy (118 mrtvých a 110 zraněných).
- 1973 – V pražské Redutě proběhla obnovená premiéra hry Divadla Járy Cimrmana - Akt
- 1989 – Obrodný proud v Československé straně lidové vydal deklaraci s požadavkem na změnu vnitrostranických poměrů.
- 1997 – V pražském Žižkovském divadle proběhla premiéra hry Divadla Járy Cimrmana - Švestka.
- 1999 – TV Nova odvysílala zprávu, že neznámí pachatelé spáchali atentát na jednoho z ministrů české vlády. Zpráva ovšem byla jenom žertem zakladatelů nového bulvárního časopisu – kteří prý chtěli ověřit, „jak a zda lze zmanipulovat média“ v České republice.
- 2014 – Důlní otřes v lokalitě ČSA Dolu Karviná. Otřes měl sílu 3,5 stupně Richterovy škály, 3 mrtví
- 2017 – Český tenista Radek Štěpánek ukončil svou sportovní profesionální kariéru

### Svět
- 1380 – Karel VI. se už ve věku 12 let stal králem Francie, i když korunovace se konala až v roce 1389.
- 1501 – sňatek Kateřiny Aragonské a anglického následníka Artura Tudora v Londýně.
- 1862 – Americká občanská válka: prezident Abraham Lincoln souhlasil s plánem generála Ambrose Burnsida, aby bylo dobyto hlavní město Konfederovaných států amerických, Richmond ve Virginii.
- 1883 – Robert Louis Stevenson poprvé vydal knižně Ostrov pokladů (jako seriál vyšel román v tisku již v letech 1881–1882).
- 1885 – Srbský král Milan I. vyhlásil válku Bulharsku.
- 1891 – Zahájen provoz koněspřežné tramvaje v Košicích.
- 1940 – Při náletu zničena Coventryská katedrála.
- 1941 – Potopila se britská letadlová loď HMS Ark Royal zasažená předchozího dne torpédem německé ponorky.
- 1965 - Začala bitva v údolí Ia Drang, trvala až do 18. 11. 1965.
- 1971 – Planetární sonda Mariner 9 dosáhla oběžné dráhy Marsu, čímž se stala první kosmickou lodí, jež se dostala na oběžnou dráhu jiné planety než Země.

## Narození
Automatický abecedně řazený seznam viz Kategorie:Narození 14. listopadu

### Česko

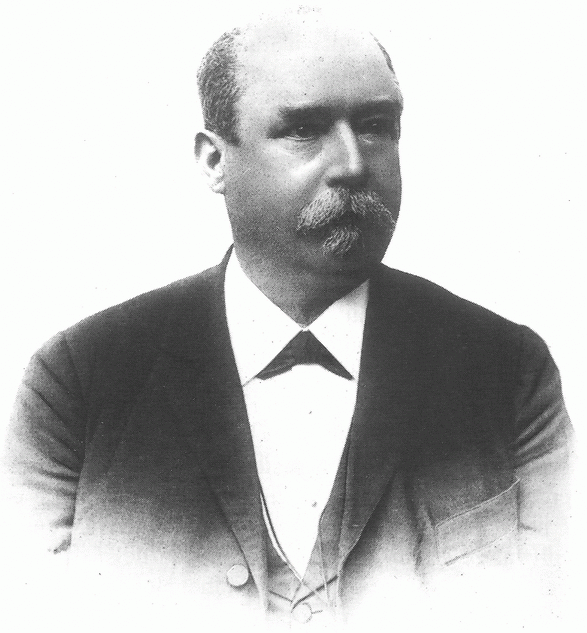
Martin Kříž (* 1841)

- 1487 – Jan IV. z Pernštejna, moravský hejtman († 8. září 1548)
- 1528 – Jaroslav z Pernštejna, šlechtic († 27. července 1560 nebo 1569)
- 1610 – Ondřej Dirre, olomoucký kanovník († 21. listopadu 1669)
- 1788 – Josef František Wittoch, kantor a skladatel († 1. dubna 1871)
- 1841 – Martin Kříž, moravský archeolog a speleolog († 5. dubna 1916)
- 1845 – Karel Lier, herec († 4. října 1909)
- 1847 – Josef Kuchař, básník († 26. května 1926)
- 1852 – Leopold Heyrovský, právník, rektor Univerzity Karlovy († 17. února 1924)
- 1853 – Karel Cumpfe, klasický filolog († 25. února 1931)
- 1867 – František Staněk, agrární politik († 19. června 1936)
- 1873
  - Eugen Ledebur-Wicheln, československý politik německé národnosti († 12. listopadu 1945)
  - Jaroslav Mácha, lékař ftizeolog, dirigent a hudební skladatel († 3. ledna 1963)
- 1879 – Leopold Pölzl, starosta Ústí nad Labem († 1. září 1944)
- 1883 – Josef Volman, podnikatel († 16. dubna 1943)
- 1894 – František Ambrož, odbojář a exilový politik († 15. dubna 1980)
- 1901
  - Leopold Peřich, historik a archivář († 31. srpna 1974)
  - Cyril Bouda, malíř a ilustrátor († 29. srpna 1984)
  - Jiří Tožička, lední hokejista a trenér († 15. května 1981)
- 1902 – Jaromír Václav Šmejkal, spisovatel († 27. prosince 1941 v Mauthausenu)
- 1908 – Oldřich Pelc, příslušník výsadku Potash († 1. dubna 1994)
- 1914 – František Vrána, klavírista a hudební skladatel († 16. června 1975)
- 1920 – Libor Zapletal, voják-výsadkář († 27. září 1944)
- 1922
  - Lubomír Jasínek, voják a příslušník výsadku Antimony († 16. ledna 1943)
  - Čestmír Kafka, malíř († 21. května 1988)
- 1923 – Miloš Stehlík, historik umění († 13. února 2020)
- 1926
  - Karel Vysušil, malíř († 7. prosince 2014)
  - Jaroslav Skála, fotograf († 19. září 2010)
  - Naděžda Bláhová, česká malířka, ilustrátorka, grafička a fotografka
- 1930 – Richard Adam, zpěvák († 14. října 2017)
- 1931
  - Ctirad Kučera, jazykovědec a překladatel († 19. listopadu 2009)
  - Ladislav Lakomý, herec († 11. dubna 2011)
- 1932 – Vladislav Zadrobílek, básník, prozaik, nakladatel, hudebník, malíř († 11. prosince 2010)
- 1935
  - Jan Sekera, český historik umění a galerista († 10. ledna 2015)
  - Petr Esterka, moravský katolický biskup
- 1940 – Vladimír Lysenko, geolog, spisovatel a publicista
- 1941 – Pavel Hudec Ahasver, fotograf
- 1946 – Karel Šplíchal, historik a politik
- 1948 – Blanka Vítková, operní pěvkyně, mezzosopranistka († 24. dubna 2014)
- 1976 – František Čermák, tenista
- 1977 – Pavel Pergl, fotbalista
- 1978 – Petr Wajsar, skladatel
- 1980 – Ester Žantovská, překladatelka
- 1982 – Pavla Kalná, sportovní střelkyně
- 1986 – Lukáš Klimek, hokejista
- 1989 – Andrea Jirků, rychlobruslařka
- 1990
  - Václav Hladký, fotbalista
  - Kateřina Němcová, šachistka

### Svět

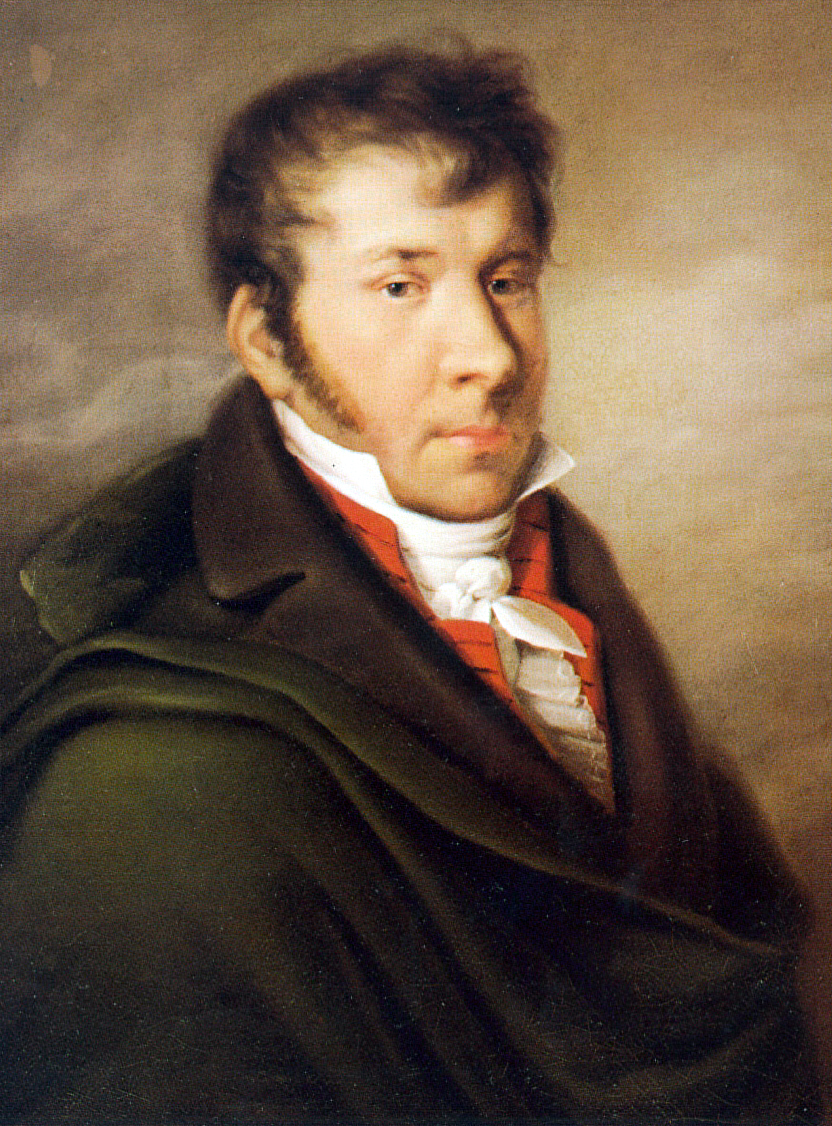
Johann Nepomuk Hummel (* 1778)

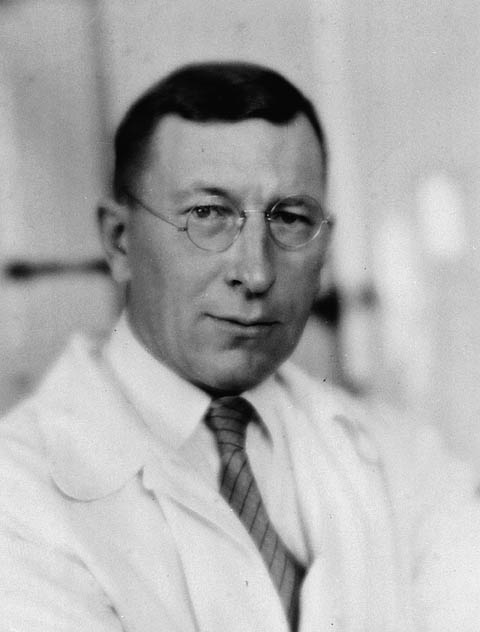
Frederick Banting (* 1891)

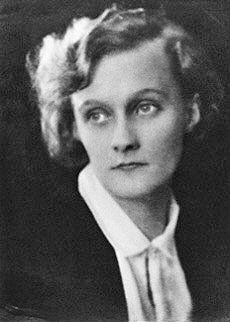
Astrid Lindgrenová (* 1907)

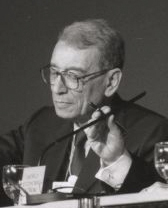
Butrus Butrus-Ghálí (* 1922)

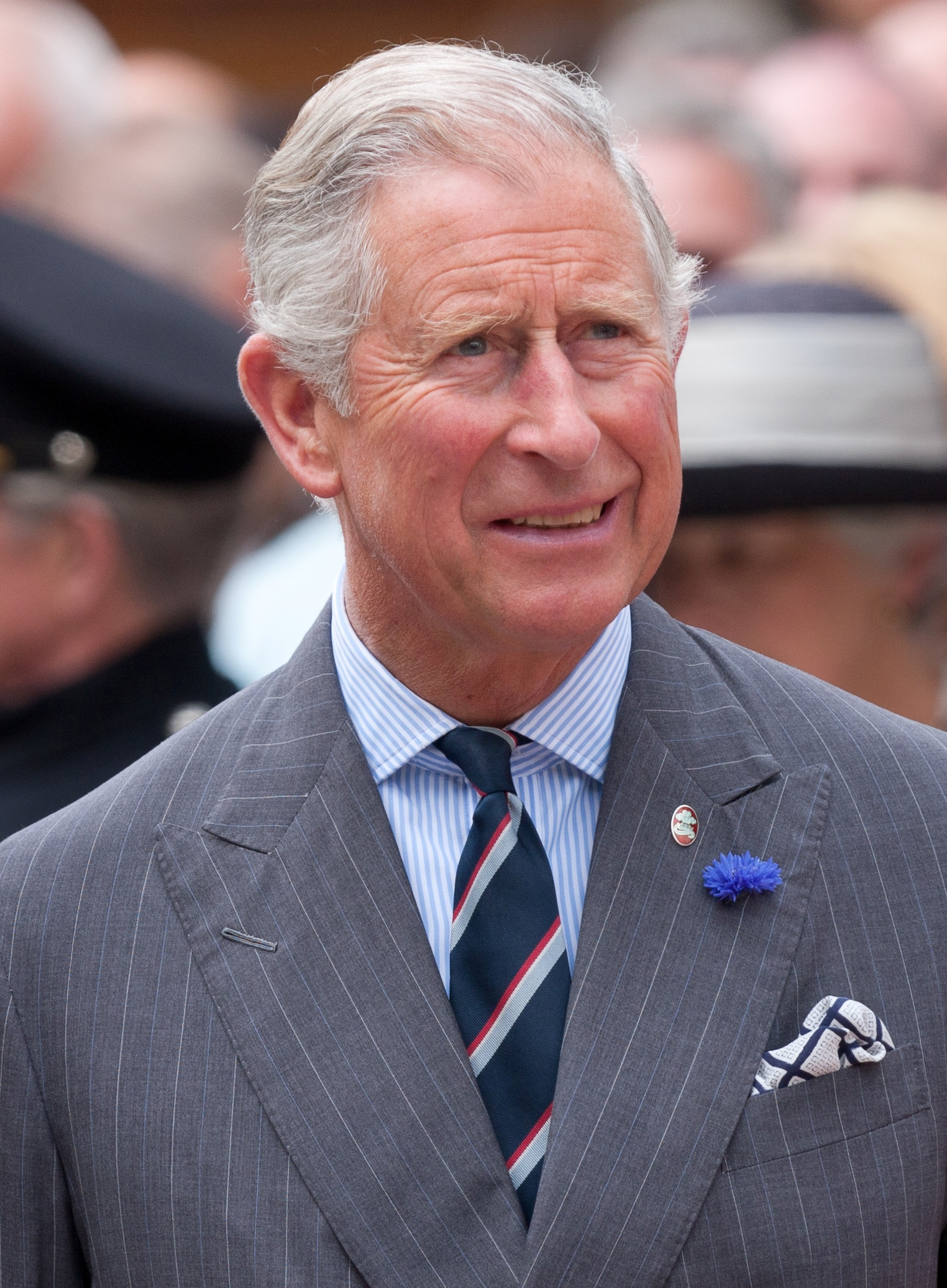
Karel III. (* 1948)

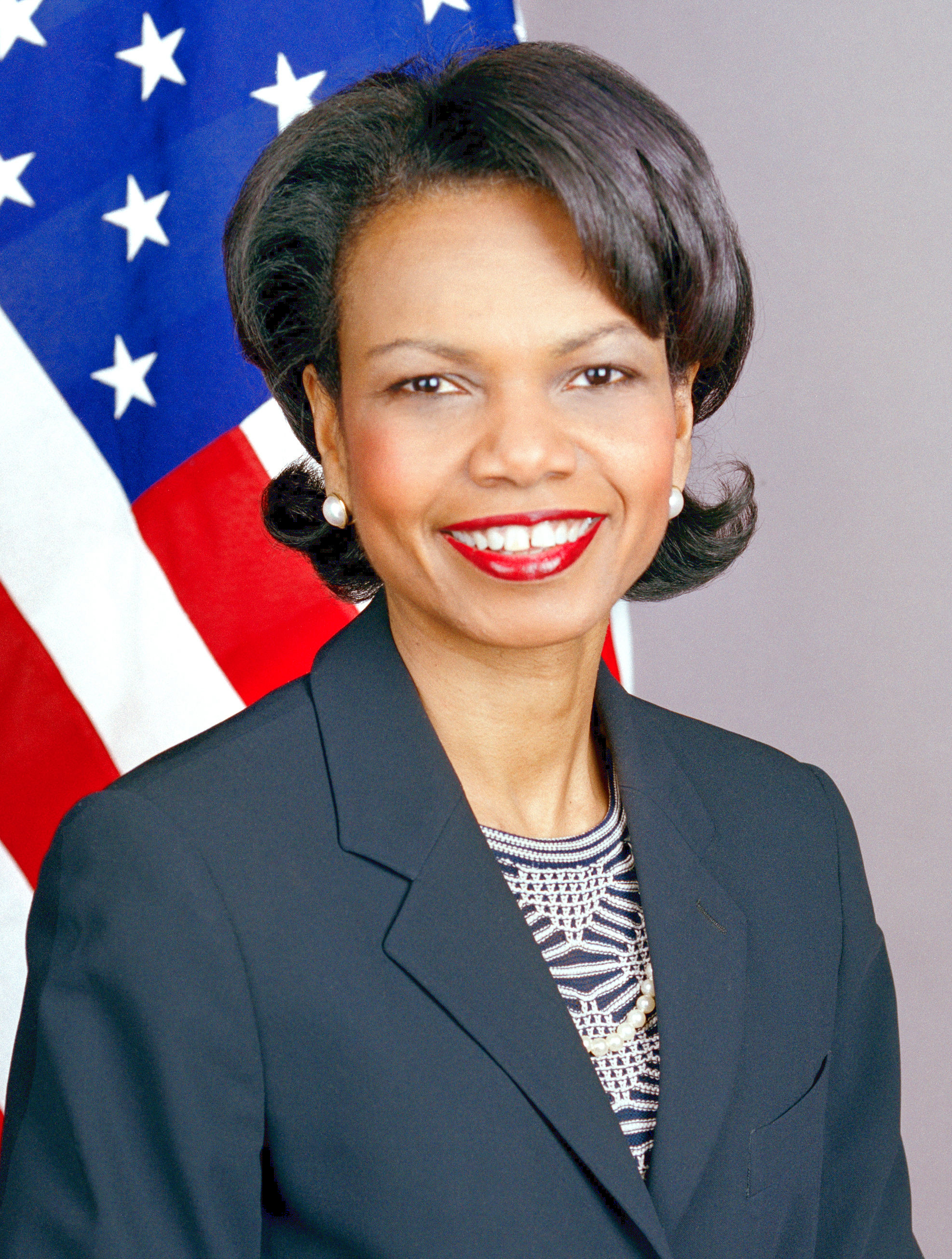
Condoleezza Riceová (* 1954)

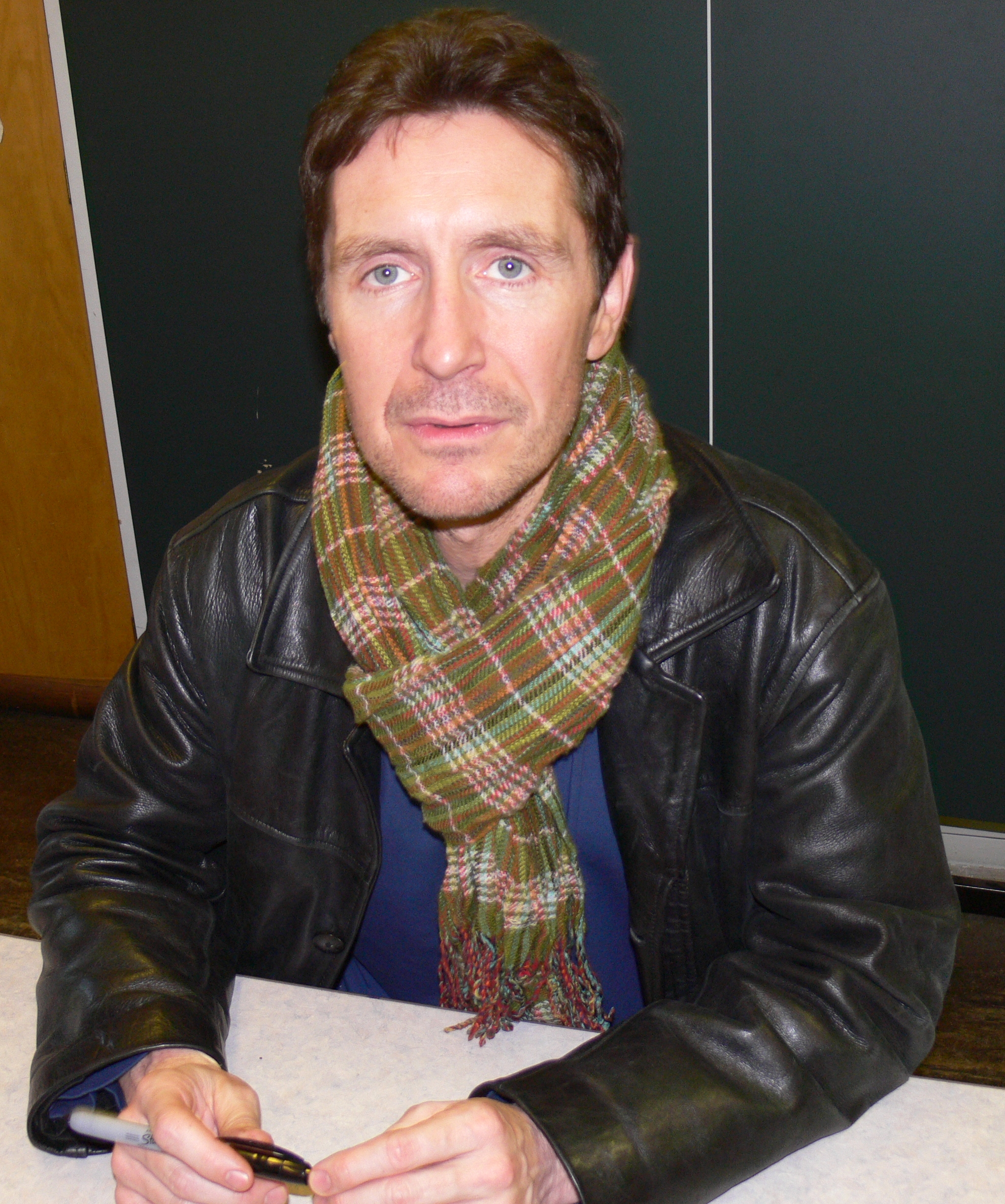
Paul McGann (* 1959)

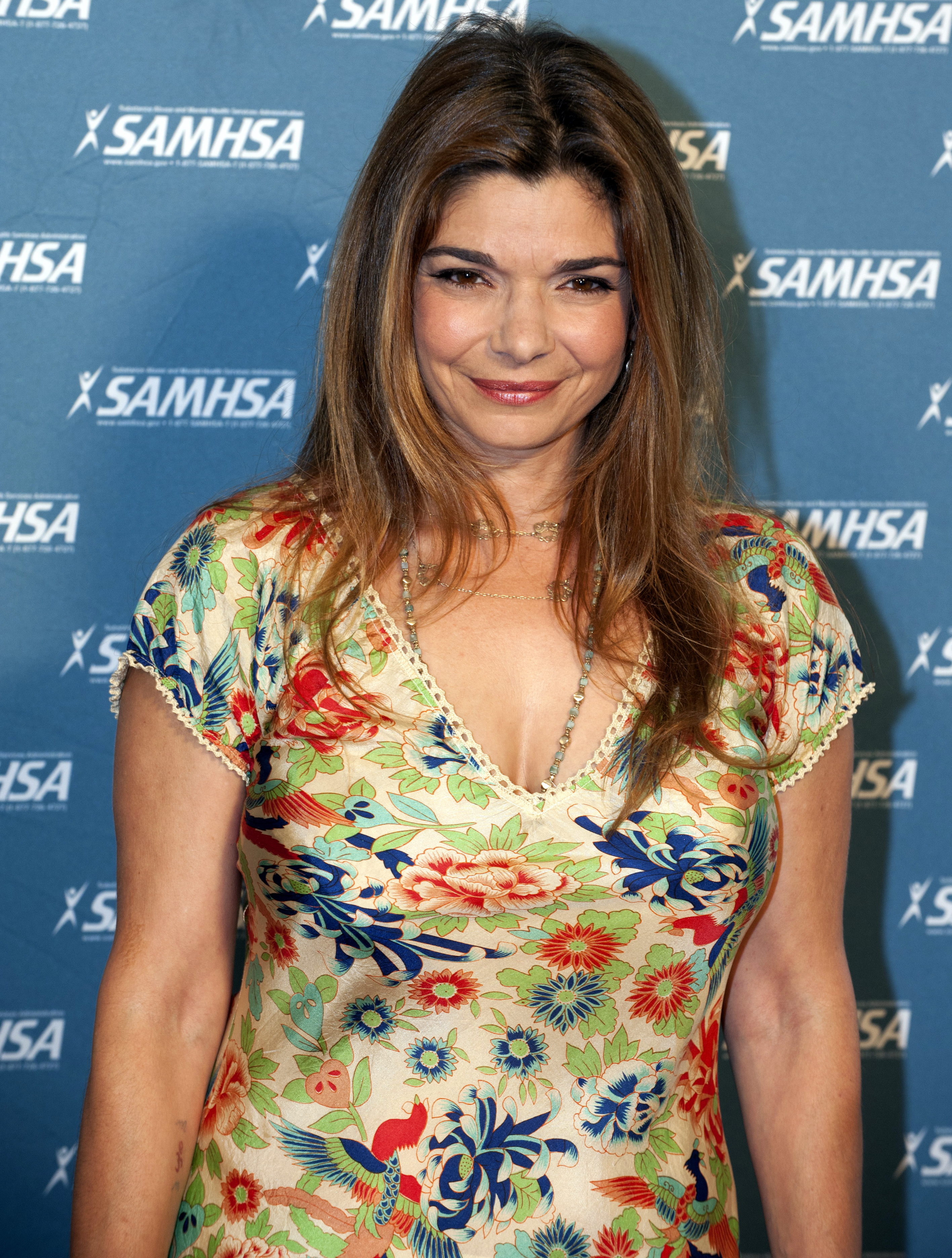
Laura San Giacomo (* 1962)

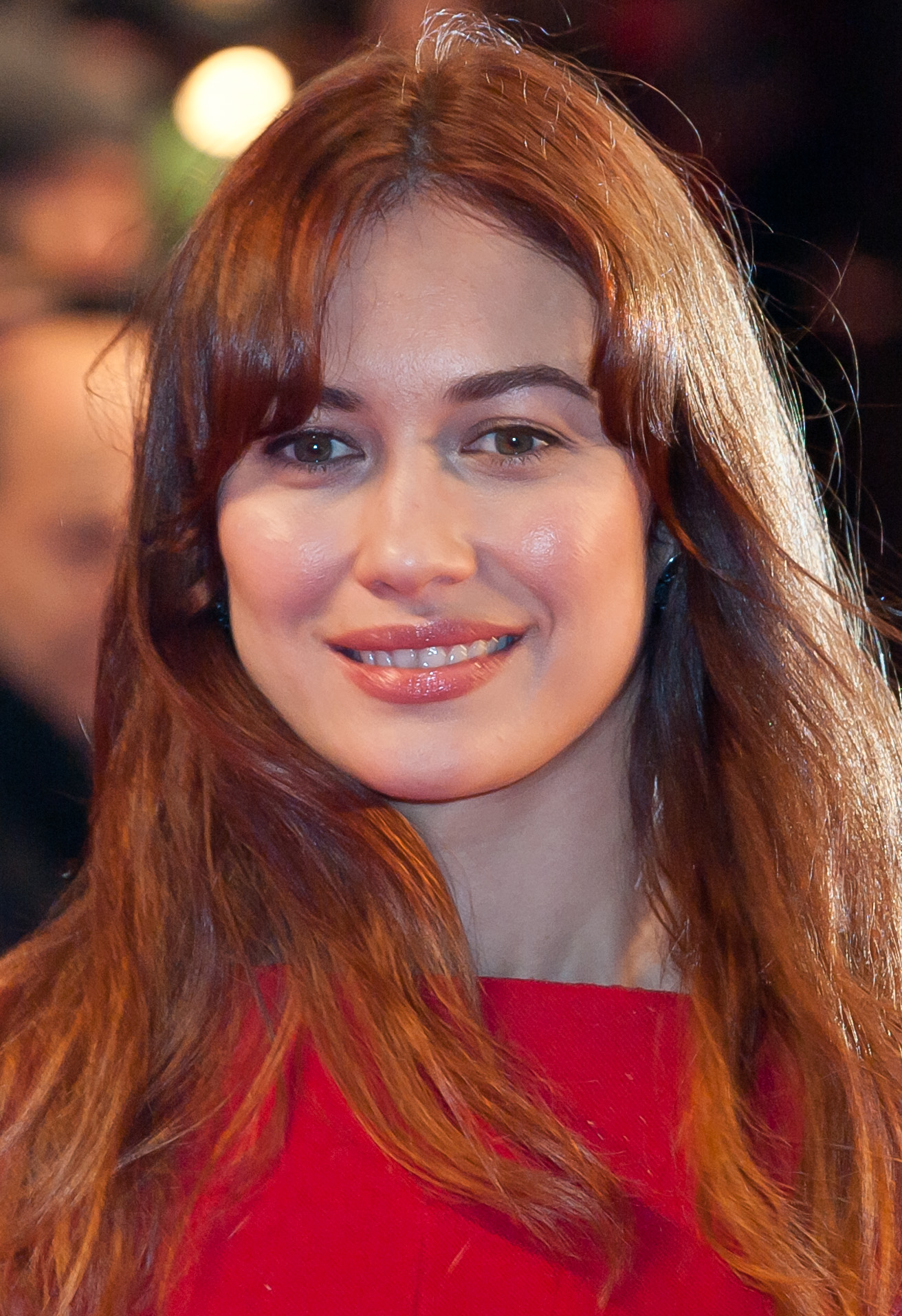
Olga Kurylenko (*1979)

- 1567 – Mořic Nasavský, nizozemský politik († 23. dubna 1625)
- 1601 – Jan Eudes, francouzský kněz a světec († 19. srpna 1680)
- 1650 – Vilém III. Oranžský, nizozemský politik († 8. března 1702)
- 1663 – Friedrich Wilhelm Zachow, německý varhaník a hudební skladatel († 7. srpna 1712)
- 1668 – Johann Lukas von Hildebrandt, rakouský architekt († 16. listopadu 1745)
- 1719 – Leopold Mozart, rakouský skladatel († 28. května 1787)
- 1765 – Robert Fulton, americký vynálezce parníku († 24. února 1815)
- 1771 – Marie François Xavier Bichat, francouzský anatom a fyziolog († 22. července 1802)
- 1774 – Gaspare Spontini, italský skladatel a dirigent († 24. ledna 1851)
- 1776 – Henri Dutrochet, francouzský botanik († 4. února 1847)
- 1778 – Johann Nepomuk Hummel, rakouský skladatel († 17. října 1837)
- 1783 – Gaspard Gourgaud, francouzský generál († 25. července 1852)
- 1788 – Michail Lazarev, ruský admirál († 23. dubna 1851)
- 1797 – Charles Lyell, anglický právník a geolog († 22. února 1875)
- 1804 – Heinrich Dorn, německý skladatel († 10. ledna 1892)
- 1805 – Fanny Mendelssohnová, německá klavíristka a hudební skladatelka († 14. května 1847)
- 1812 – Marie Kristýna Savojská, královna obojí Sicílie († 21. ledna 1836)
- 1816 – Vincenz Pilz, rakouský sochař († 26. dubna 1896)
- 1838 – August Šenoa, chorvatský spisovatel († 13. prosince 1881)
- 1840 – Claude Monet, francouzský malíř († 5. prosince 1926)
- 1847 – Kateřina Dolgoruková, milenka a později manželka ruského cara Alexandra II. († 15. února 1922)
- 1852 – Antonio Mancini, italský malíř († 28. prosince 1930)
- 1863 – Leo Baekeland, americký chemik a vynálezce († 23. února 1944)
- 1874 – Johann Schober, rakouský kancléř († 19. srpna 1932)
- 1877
  - Norman Brookes, australský tenista († 28. září 1968)
  - Ján Vojtaššák, slovenský katolický biskup († 4. srpna 1965)
- 1878 – Inigo Campioni, italský admirál († 24. května 1944)
- 1879 – Leopold Pölzl, sudetoněmecký sociálně-demokratický politik († 1. září 1944)
- 1886 – Bessie Waldo Allison (rozená Daniels), cestující na lodi Titanic a oběť na lodi Titanic († 15. dubna 1912)
- 1887 – Lajos Áprily, maďarský básník a překladatel († 6. srpna 1967)
- 1889 – Džaváharlál Néhrú, indický premiér († 27. května 1964)
- 1891
  - Ted Meredith, americký atlet, dvojnásobný olympijský vítěz († 2. listopadu 1957)
  - Frederick Banting, kanadský lékař, nositel Nobelovy ceny († 21. února 1941)
- 1896
  - Mamie Eisenhowerová, první dáma USA 1953-61 († 1. listopadu 1979)
  - Eduard Kneifel, německý evangelický teolog a skladatel († 9. března 1993)
- 1900 – Aaron Copland, americký skladatel, klavírista a dirigent († 2. prosince 1990)
- 1901 – Kazimierz Michałowski, polský egyptolog († 1. ledna 1981)
- 1906 – Martin Gregor, slovenský herec († 29. června 1982)
- 1907 – Astrid Lindgrenová, švédská spisovatelka († 28. ledna 2002)
- 1908 – Joseph McCarthy, americký politik, antikomunista († 2. května 1957)
- 1910
  - Eric Malpass, anglický spisovatel († 16. října 1996)
  - Karel Putrih, slovinský sochař († 6. září 1959)
- 1913 – Malcom McLean, americký podnikatel, „otec kontejnerizace“ († 25. května 2001)
- 1914 – Šmu'el Tankus, izraelský admirál, velitel Izraelského vojenského námořnictva († 4. března 2012)
- 1916 – Martin Kusý, slovenský architekt († 24. února 1989)
- 1917 – Pak Čong-hui, prezident Korejské republiky († 26. října 1979)
- 1918 – Pavlík Morozov, sovětský pionýr-mučedník († 3. září 1932)
- 1920 – John McCabe, americký spisovatel a pedagog († 27. září 2005)
- 1922 – Butrus Butrus-Ghálí, egyptský diplomat, generální tajemník OSN († 16. února 2016)
- 1924 – Leonid Kogan, sovětský houslista († 17. prosince 1982)
- 1925 – Vaclovas Intas, litevský lékař a sběratel († 19. listopadu 2007)
- 1927
  - McLean Stevenson, americký herec a scenárista († 15. února 1996)
  - Narciso Yepes, španělský klasický kytarista († 3. května 1997)
- 1930
  - Edward Higgins White, americký astronaut († 27. ledna 1967)
  - Jānis Pujats, lotyšský kardinál
  - Jay Migliori, americký saxofonista († 2. září 2001)
- 1932 – Jack Smith, americký filmový režisér, fotograf a herec († 25. září 1989)
- 1933 – Fred Haise, americký astronaut
- 1934 – Ellis Marsalis, americký klavírista († 1. dubna 2020)
- 1935 – Husajn I., jordánský král († 7. února 1999)
- 1941 – Pavel Hudec Ahasver, český fotograf slovenského původu
- 1942 – Klaus Beer, východoněmecký skokan (†  8. června 2023)
- 1944
  - Michel Maffesoli, francouzský sociolog
  - George Cables, americký klavírista
- 1948 – Karel III., britský král
- 1949 – James Young, americký zpěvák a kytarista
- 1951 – Čang I-mou, čínský filmový režisér a herec
- 1952 – Maggie Roswellová, americká herečka a příležitostná zpěvačka
- 1953
  - Dominique de Villepin, francouzský diplomat a politik
  - James Guthrie, anglický hudební producent
- 1954
  - Bernard Hinault, francouzský cyklista
  - Condoleezza Rice, americká politička
  - Yanni, řecký pianista, klávesista a skladatel
- 1955 – Ike Willis, americký rockový kytarista a zpěvák
- 1956 – Kenneth Bowersox, americký astronaut
- 1957
  - Nicholas Lens, belgický skladatel
  - Ben Neill, americký trumpetista a hudební skladatel
  - Alena Mejzlíková-Kyselicová, slovenská pozemní hokejistka
- 1958
  - Olivier Marchal, francouzský herec
  - James Martinez, americký zápasník
- 1959 – Paul McGann, anglický herec
- 1961 – Jurga Ivanauskaitė, litevská spisovatelka († 17. února 2007)
- 1962 – Laura San Giacomo, americká herečka
- 1964 – Patrick Warburton, americký herec
- 1970 – Silvia Riegerová, německá běžkyně
- 1972 – Dougie Payne, skotský kytarista
- 1974 – Adam Walsh, americký chlapec, oběť únosu († 27. července 1981)
- 1975
  - Travis Barker, americký bubeník
  - Gabriela Szabóová, rumunská běžkyně
- 1977 – Lupce Acevski, australský fotbalista makedonského původu
- 1979
  - Olga Kurylenko, ukrajinská herečka
  - Osleidys Menéndezová, kubánská oštěpařka
  - Carl Hayman, novozélandský ragbista
- 1983 – Alejandro Falla, kolumbijský tenista
- 1984
  - Vincenzo Nibali, italský cyklista
  - Marija Šerifovićová, srbská zpěvačka
- 1985 – Resi Stieglerová, americká lyžařka
- 1992 – Tadhg Furlong, irský ragbista

## Úmrtí
Automatický abecedně řazený seznam viz Kategorie:Úmrtí 14. listopadu

### Česko

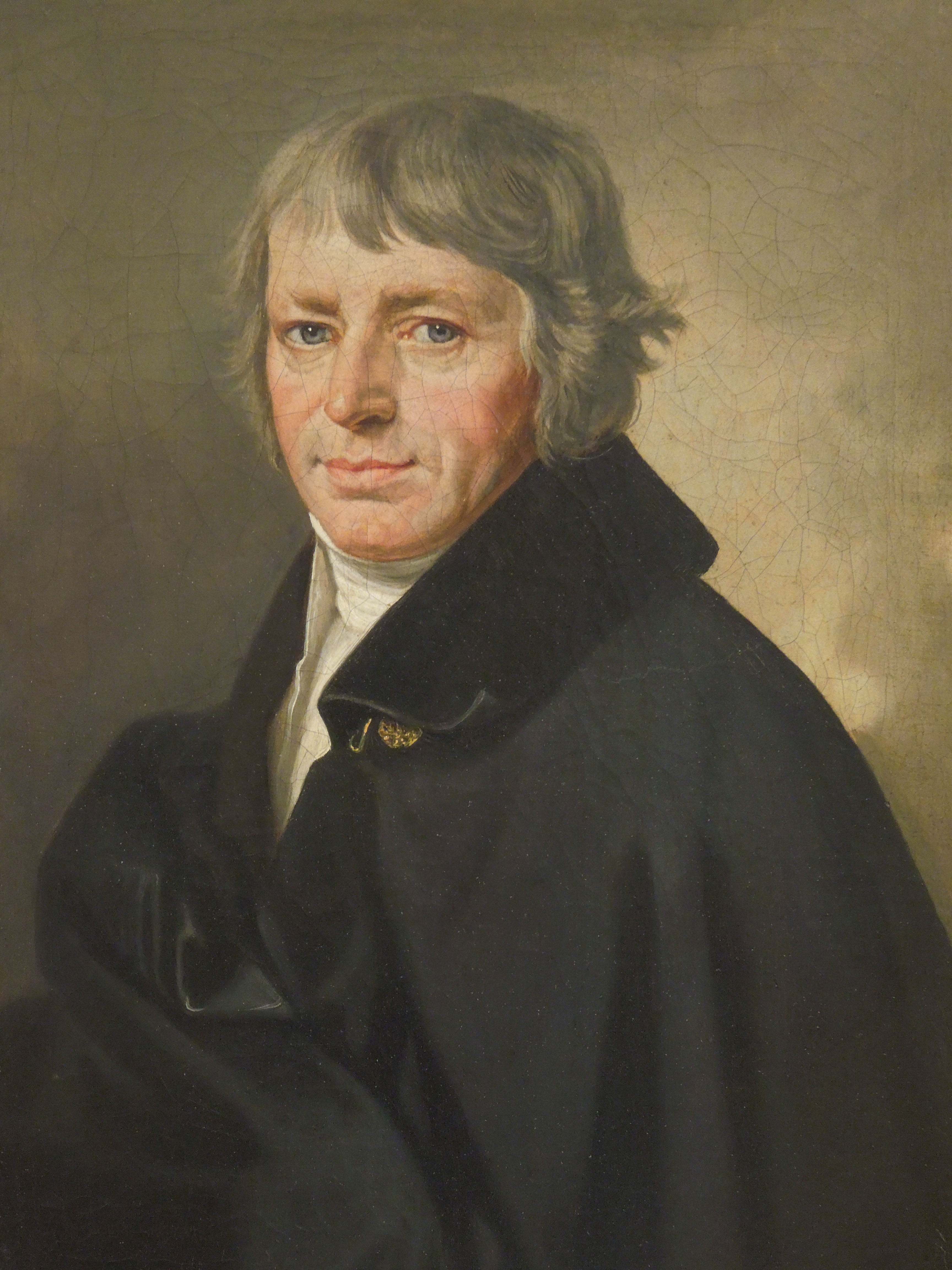
Josef Jungmann († 1847)

- 1510 – Bohuslav Hasištejnský z Lobkovic, básník (* asi 1461)
- 1682 – Godefried Olenius, opat premonstrátského kláštera v Zábrdovicích (* 1611 nebo 1613)
- 1729 – Jan Sturmer, olomoucký sochař (* 1675)
- 1738 – Karel František Tepper, zakladatel barokní fresky na Moravě (* 1682)
- 1771 – František Xaver Brixi, hudební skladatel (* 2. ledna 1732)
- 1847 – Josef Jungmann, spisovatel a filolog, překladatel (* 16. července 1773)
- 1883 – Moric Schöne, poslanec Českého zemského sněmu, starosta Tábora (* 25. února 1817)
- 1868 – František Kristián Wieser, řeholník, kněz a teolog (* 30. prosince 1800)
- 1884 – Franz Klier, český politik německé národnosti (* 30. listopadu 1819)
- 1902 – Vojtěch Mašek, český zahradník (* 23. dubna 1829)
- 1924
  - Václav Veverka, československý politik (* 25. února 1856)
  - Bohumil Bauše, přírodovědec, spisovatel, překladatel (* 17. února 1845)
- 1929 – Karel Anděl, československý politik (* 7. listopadu 1876)
- 1939 – Johann Schlenz, papežský prelát a konzistorní rada v Praze a v Litoměřicích (* 27. prosince 1867)
- 1941 – Jaroslav Mezník, viceprezident Podkarpatské Rusi, moravský zemský prezident (* 4. dubna 1884)
- 1952 – Josef Kučera, voják, oběť komunismu (* 15. ledna 1916)
- 1973 – Ferenc Szedlacsek, čs. fotbalový reprezentant (* 10. října 1898)
- 1978 – Jiří Mrázek, geofyzik (* 17. dubna 1923)
- 1984 – Milan Hašek, český biolog, lékař a imunolog (* 4. října 1925)
- 1986 – Ferdinand Daučík, československý fotbalový reprezentant (* 30. května 1910)
- 1988 – Vladimír Kubeš, právní filozof a profesor občanského práva (* 19. července 1908)
- 1999 – Alois Pekárek, duchovní a politický vězeň (* 22. ledna 1915)
- 2004 – Miloš Šolle, archeolog (* 11. prosince 1916)
- 2008 – Aleš Höffer, běžec (* 9. prosince 1962)
- 2009
  - Jan Reich, fotograf (* 21. května 1942)
  - Ladislav Sitenský, fotograf (* 7. srpna 1919)
- 2011
  - Karel Mareš, hudební skladatel (* 2. srpna 1927)
  - Čestmír Vejdělek, český spisovatel (* 8. října 1925)

### Svět

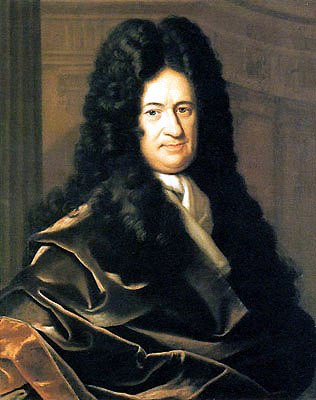
Gottfried Wilhelm von Leibniz († 1716)

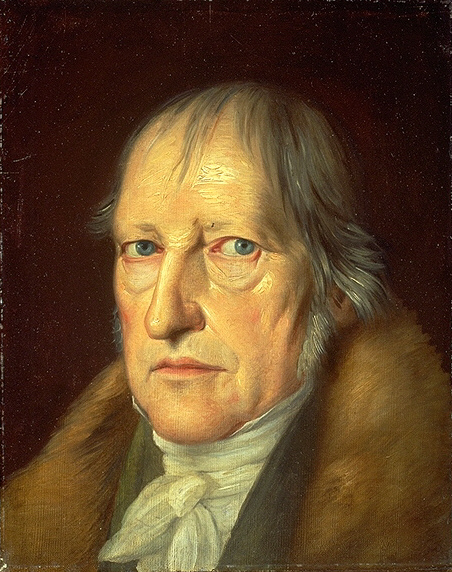
Georg Wilhelm Friedrich Hegel († 1831)

- 0465 – Libius Severus, západořímský císař (* ?)
- 1180 – Svatý Vavřinec z Dublinu, dublinský arcibiskup (* 1128)
- 1263 – Alexandr Něvský, ruský státník (* 30. května 1220)
- 1328 – Ragibag, císař říše Jüan a veliký chán mongolské říše (* 1320)
- 1366 – Markéta Habsburská, dcera rakouského vévody Albrechta II. Chromého (* 1346)
- 1442 – Jolanda Aragonská, vévodkyně z Anjou (* 11. srpna 1381)
- 1462 – Anna Habsburská, lucemburská vévodkyně (* 12. dubna 1432)
- 1540 – Rosso Fiorentino, italský malíř (* 8. března 1494)
- 1628 – Nicolas Trigault, francouzský jezuitský misionář v Číně (* 3. března 1577)
- 1687 – Nell Gwynová, milenka anglického krále Karla II. (* 2. února 1650/51)
- 1716 – Gottfried Wilhelm Leibniz, německý filozof, historik a matematik (* 1. července 1646)
- 1734 – Louise de Keroual, milenka anglického krále Karla II. Stuarta (* září 1649)
- 1780 – Jacobus Houbraken, nizozemský rytec (* 25. prosince 1698)
- 1809 – Andrej Kralovanský, slovenský pedagog, literární pracovník, přírodovědec a entomolog (* 27. prosince 1759)
- 1825 – Jean Paul, německý spisovatel (* 21. března 1763)
- 1831
  - Georg Wilhelm Friedrich Hegel, německý filozof (* 27. srpna 1770)
  - Ignaz Joseph Pleyel, francouzský skladatel a výrobce klavírů (* 18. června 1757)
- 1832
  - Rasmus Rask, dánský filolog (* 22. listopadu 1787)
  - Jean-Baptiste Say, francouzský ekonom (* 5. ledna 1767)
- 1848 – Ludwig Schwanthaler, bavorský sochař (* 26. srpna 1802)
- 1849 – Wilhelm Daniel Joseph Koch, německý botanik a lékař (* 5. března 1771)
- 1861 – Antun Mihanović, chorvatský básník (* 10. června 1796)
- 1864 – Karel František Rafael, český kontrabasista a hudební skladatel (* 1795)
- 1866 – Michal I. Portugalský, vzdorokrál Portugalska (* 26. října 1802)
- 1875 – Johannes Janda, německý sochař (* 3. ledna 1827)
- 1900 – Adolf Pollitzer, maďarský houslista (* 23. července 1832)
- 1908 – Alexej Alexandrovič Romanov, ruský generál a admirál (* 14. ledna 1850)
- 1913 – Kamil Paša, osmanský státník (* 1833)
- 1915
  - Teodor Leszetycki, polský pianista, skladatel a hudební pedagog (* 22. června 1830)
  - Booker T. Washington, americký politik, pedagog a spisovatel (* 5. dubna 1856)
- 1916 – Hector Hugh Munro, britský spisovatel (* 18. prosince 1870)
- 1921 – Isabela Brazilská, brazilská císařská princezna (* 29. července 1846)
- 1922 – Rudolf Kjellén, švédský politolog (* 13. června 1864)
- 1938 – Hans Christian Gram, dánský bakteriolog (* 13. září 1853)
- 1944 – Panait Mușoiu, rumunský anarchista a socialistický aktivista (* 18. listopadu 1864)
- 1946 – Manuel de Falla, španělský skladatel a klavírista (* 23. listopadu 1876)
- 1949 – Walter Runciman, britský vikomt a politik (* 19. listopadu 1870)
- 1960 – Elias Xitavhudzi, sériový vrah (* ?)
- 1974 – Marcel Lefrancq, belgický fotograf (* 9. října 1916)
- 1975 – Samuel Štefan Osuský, slovenský evangelický biskup, pedagog, teolog, historik a spisovatel (* 7. června 1888)
- 1977
  - A. C. Bhaktivédánta Svámí Prabhupáda, indický náboženský vůdce, zakladatel-áčárja Mezinárodní společnosti pro vědomí Krišny, ISKCONu (* 1. září 1896)
  - Ferdinand Heim, německý generál (* 27. února 1895)
- 1980 – Maksim Gaspari, slovinský malíř a ilustrátor (* 26. ledna 1883)
- 1986
  - Sven Tito Achen, dánský spisovatel a heraldik (* 29. července 1922)
  - Ferdinand Daučík, slovenský fotbalista (* 30. května 1910)
- 1987 – Jigal Šilo, izraelský archeolog (* 6. července 1937)
- 1989 – Jaroslav Soukup, český kněz, misionář v Peru a botanik (* 10. března 1902)
- 1991
  - Tony Richardson, anglický filmový a divadelní režisér (* 5. června 1928)
  - Tằng Tuyết Minh, manželka vietnamského komunistického vůdce Ho Či Mina (* říjen 1905)
- 1993 – Ja'akov Šimšon Šapira, izraelský právník a politik (* 11. dubna 1902)
- 2004 – Ernst Tiburzy, německý vojenský velitel (* 26. prosince 1911)
- 2006 – Bertrand Poirot-Delpech, francouzský spisovatel a novinář (* 10. února 1929)
- 2008 – Cvetanka Christovová, bulharská diskařka (* 14. března 1962)
- 2020 –  Armen Džigarchanjan, arménský herec (* 3. října 1935)

## Svátky

### Česko
| 14. listopad v pražském KlementinuÚdaje jsou platné k 11. 3. 2025. | 14. listopad v pražském KlementinuÚdaje jsou platné k 11. 3. 2025. | 14. listopad v pražském KlementinuÚdaje jsou platné k 11. 3. 2025. |
| minimum                                                            | denní průměr                                                       | maximum                                                            |
| ------------------------------------------------------------------ | ------------------------------------------------------------------ | ------------------------------------------------------------------ |
| −6,7 °C (1983)                                                     | 4,3 °C (od 1961)                                                   | 18,4 °C (2010)                                                     |

- Sáva, Sába – jméno hebrejského původu, které znamená „děd, stařec“.
- Mlad, Mladen

Katolický kalendář
- Svatý Mikuláš Tavelič

### Svět
- Světový den diabetu